# Вулиця Сянська
Ву́лиця Ся́нська — вулиця у Галицькому районі міста Львова, в історичному центрі Львова. Сполучає вулиці Богдана Хмельницького та Лазневу, утворюючи перехрестя з вулицею Підмурною. Прилучаються вулиці Стара та Весела.

## Історія та назва
До 1871 року мала назву — Синагоги, від 1871 року — Божніча, бо виходила до Великої передміської синагоги. Вулиця Божнича була головною єврейської дільниці у Краківському передмісті Львова. Під час нацистської окупації міста, у 1942—1944 роках, мала назву Трюдлаґассе. Від липня 1944 року, вулиці повернена передвоєнна назва — Божнича і вже 1945 року вулицю перейменовано на Санську на честь найбільшої карпатської притоки Вісли — річки Сян. Від 1993 року, сучасна, уточнена назва — вулиця Сянська. 
В частині вулиці збереглася стара бруківка, відновлена у 2008 році. 
13—20 грудня 2020 року під час проведення Днів їдишу та міжкультурного діалогу у Львові обговорили питання збереження культурної спадщини, ревіталізації колишньої єврейської дільниці Краківського передмістя, порозуміння різних культур та їхнього діалогу. Зокрема, була озвучена пропозиція облаштувати в колишній єврейській дільниці рекреаційний простір, а саме, гармонізувати забудову та облаштувати на місці ринку «Добробут» парк, що міг би плавно перетікати в зелені зони на вулицях Сянській та Князя Мстислава Удатного.

## Забудова
В архітектурному ансамблі вулиці Сянської переважає класицизм. Вулиця забудована давніми (кінець XIX — початок XX століття) кам'яницями. Більшість будинків вулиці зруйновано під час та після закінчення другої світової війни, на їх місці з північного боку вулиці за радянських часів упорядкували невеличкий скверик. З тильного боку будинку, що на вулиці Веселій, 4 вміщено меморіальну таблицю, яка засвідчує, що на цьому місці стояла зруйнована під час німецької окупації будівля Великої передміської синагоги. До південної частини вулиці прилягає тильний бік ринку «Добробут», побудованого на частині скверу. Нині до вулиці Сянської приписано лише три будинки — під № 6, 9, 20.

### Будинки
№ 6 — чотириповерхова житлова кам'яниця без стильових ознак, що зазнала численних реконструкцій.
№ 9 — триповерхова кам'яниця початку XX століття. В будинку за польських часів працювала крамниця сукна, шовку і полотна Кронненберґа. Нині на першому поверсі будинку від 1999 року міститься офіс ПП «Торговий дім „Гермес“», а також перукарня «Лайм».
№ 20 — триповерхова кам'яниця без стильових ознак, що зазнала численних реконструкцій і нині використовується як офісний центр.

### Неіснуючі адреси, втрачені будинки
№ 1 — житловий будинок, в якому за польських часів працювала перукарня Ґроссганда.
№ 4 — на розі вулиць Лазневої та Божничої 1791 року на ґрунті юдейської передміської громади постала синагога «Хасидим Шуль» — перший у Львові хасидський молитовний будинок, який не підкорявся місцевому кагалу. Від часу побудови й до середини XIX століття синагога була дерев'яною. Мурована синагога «Хасидим Шуль» постала в другій половині XIX століття. Впродовж існування синагога зазнала декілька ґрунтовних реконструкцій. 1883 року за проєктом Калікста Кшижановського були реконструйовані галереї та склепіння. У 1904 році синагогу перебудували за спільним проєктом архітекторів Артура Шлеєна, за участі Маврикія Зильберштайна. Споруда набула рис неоманьєризму. У листопаді 1918 року під час зайняття Львова польськими військами у синагозі було вчинено погром, внаслідок чого пожежа знищила внутрішній вистрій. 1919 року синагогу реконструювали за проєктом Генрика Орлеана. Знищена під час німецької окупації 1941—1944 років. 2019 року на цьому місці розпочалося незаконне будівництво шестиповерхового будинку з рестораном та баром. RER Studio Community у Facebook випустила комікс про боротьбу активістів з цим будівництвом.
№ 5 — триповерховий наріжний будинок (інша адреса — вул. Старозаконна, 6), зведений у 1793 році. Тут до 1941 року містився Великий Бейт-мідраш Передмістя або ж Мала передміська синагога. На першому поверсі знаходився Бейт-мідраш, на другому — езрат-нашим (приміщення для жінок; надбудова поверху здійснена у 1863 році за проєктом архітектора Йозефа Енґеля), на третьому поверсі були розташовані ще дві невеликі синагоги. Зруйнована під час німецької окупації.
№ 7 — наріжний триповерховий будинок (інша адреса — вул. Старозаконна, 8), на цій ділянці розташовувалося дві синагоги, обернених одна до одної тильними сторонами — синагога «Матан БеСейтер», виходила фасадом на вул. Божничу, а з іншого боку ділянки — синагога «Бейт Лехем», виходила фасадом на вул. Старозаконну. Синагога «Бейт Лехем», споруджена 1912 року за проєктом архітектора Якуба Шеллера на замовлення товариства юдейських пекарів «Бейт Лехем». Два нижні яруси займала божничка з молитовним залом, площею 44 м². Якуб Шелер надав будівлі орієнтального вигляду, оздобивши чільний фасад аркатурним фризом, а вікна — архівольтами з мавританськими орнаментами. Сакральне призначення споруди підкреслював невеличкий аттик зі скрижалями та зіркою Давида. Будинок зруйновано під час німецької окупації у 1943 році. За цією ж адресою працювала фабрика мармеладу Брандвайна.
№ 11а — в будинку до 1939 року містився магазин меблів Бенделя.
№ 12 — тут містилася синагога «Оскім Бімлехес Гакойдеш» (в перекладі означає «Займаються святою роботою»), то була синагога видавців та друкарів релігійних книг.
№ 15 — у 1880-х роках тут заснована синагога «Шовсей Шабос», у 1930-х роках перенесена в будинок на площі Святого Теодора, 5. При синагозі була благодійна кухня, де безкоштовно готували суботні трапези для всіх потребуючих.
№ 16 — Велика передміська синагога, споруджена у 1632 році. Автор проєкту невідомий, однак існує версія дослідника Сергія Кравцова про авторство львівського цехового будівничого Якуба Мадлайна. Оксана Бойко припускає можливість будівництва за проектом Амвросія Прихильного і його напарника Адама Покори. Синагога горіла 1648 року під час облоги військами Богдана Хмельницького. У 1864—1865 роках за проєктом Йозефа Енґеля проведена реконструкція синагоги. У 1870 році проведена ще одна, грунтовніша реконструкція за проєктом Міхаеля Герля. 1918 року стіни було розписано за спільним проєктом Ерика та Мавриція Флєків. 22—24 листопада того ж року синагога горіла й була пограбована під час погрому після вступу до Львова польських військ. Повоєнною реконструкцією займався архітектор Леопольд Райсс. Знищена за німецької окупації, восени 1941 року, а її рештки було розібрано вже у повоєнний час, наприкінці 1940-х років. Нині на її місці стоять ятки ринку «Добробут». Із синагогою пов'язана діяльність визначних єврейських культурних діячів. Зокрема, у 1652—1667 роках її рабином був Давид бен Шмуел ГаЛеві Сегал — один з найвідоміших коментаторів галахічного кодексу Йосефа Каро, автор відомої автор праці «Туре Загав».
№ 17 — крамниця кухонного посуду Ґольдгабера.
№ 18 — магазин меблів Мюнцера.
№ 19 — крамниця кухонного посуду Бляуштайна.
№ 20 — в будинку у міжвоєнний період містилася синагога для видавців і друкарів релігійних книг «Оскім бімлехес га-койдеш».

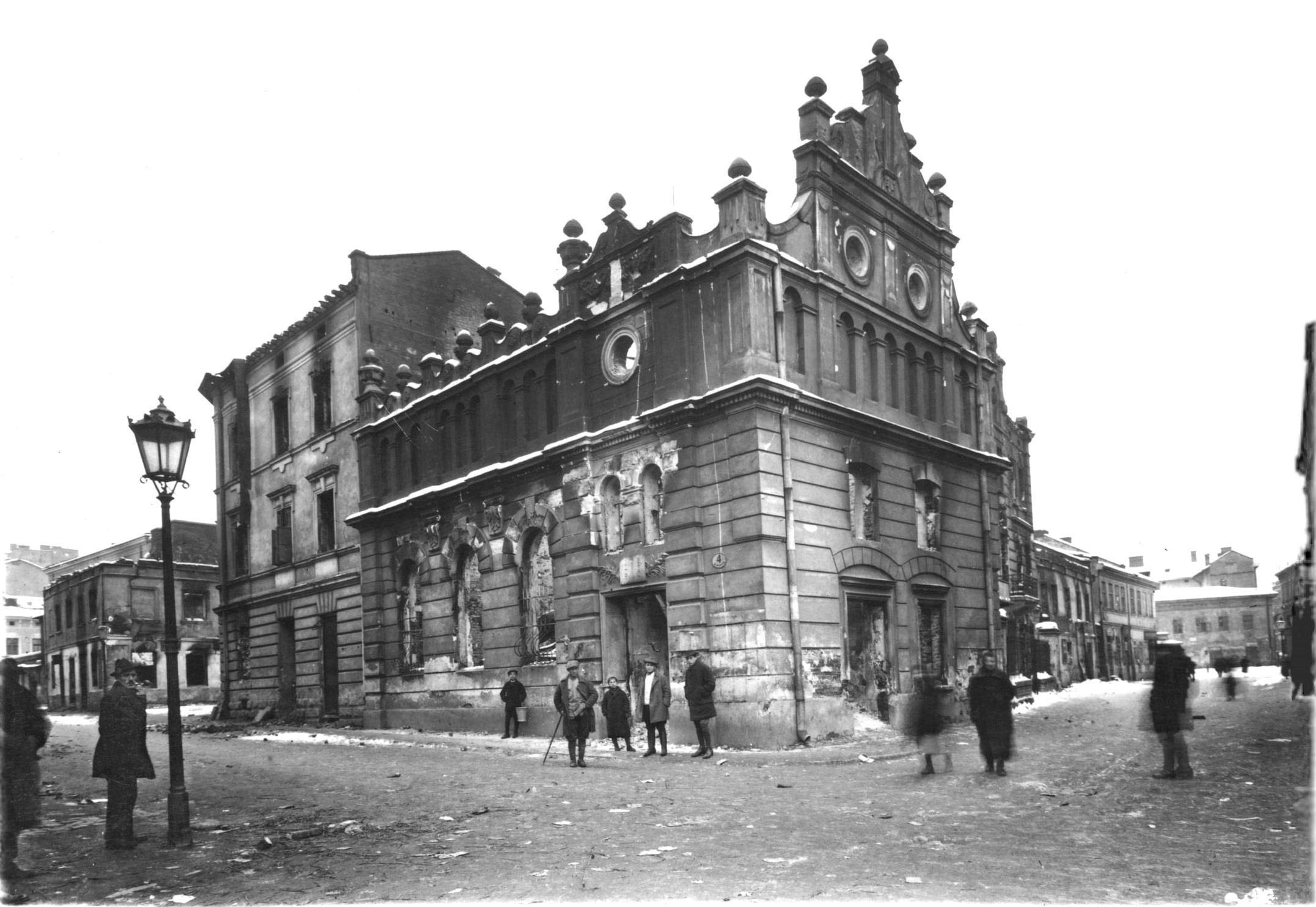
Синагога «Хасидим Шуль» (1918 р.)
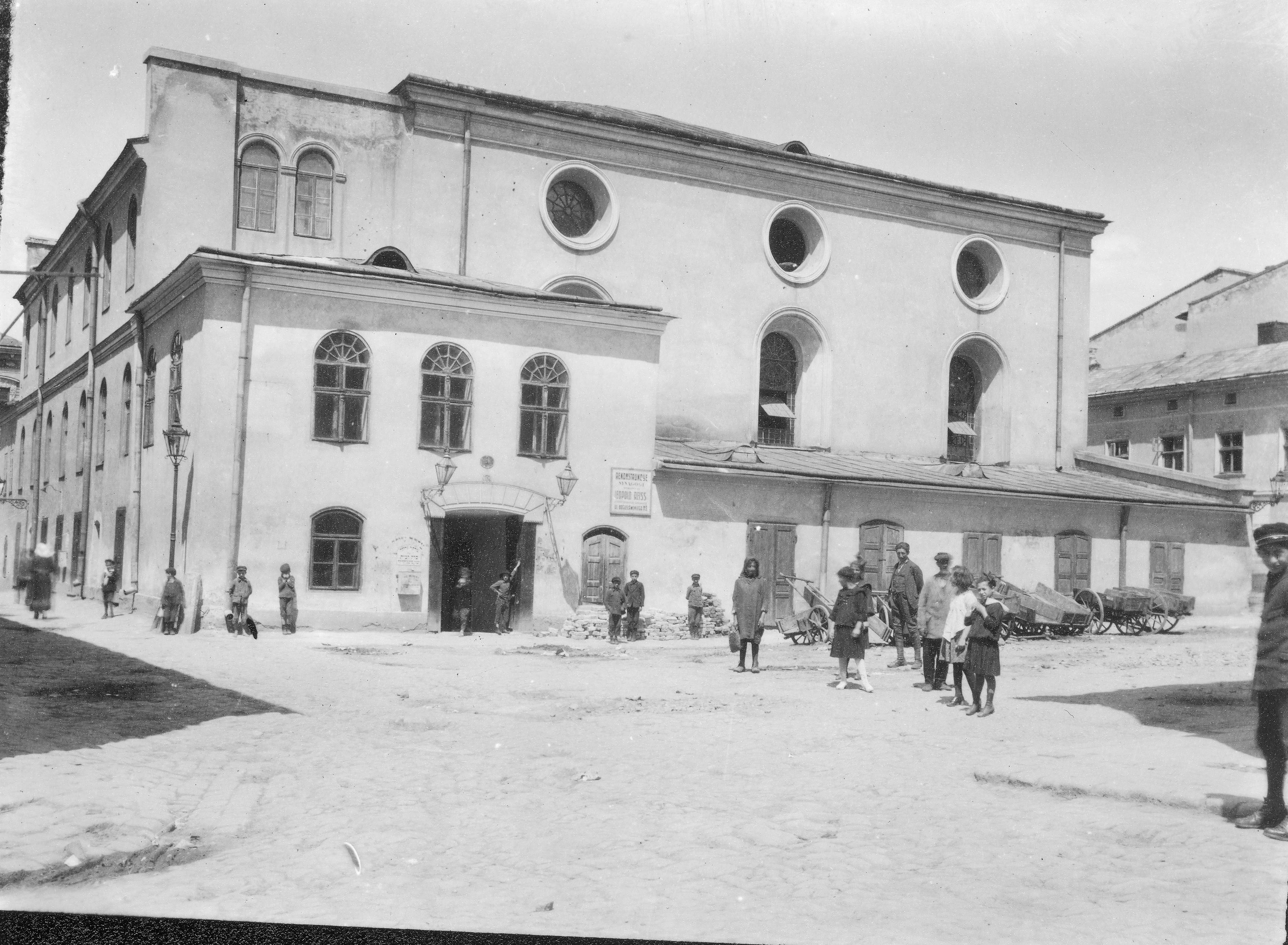
Велика передміська синагога